# Juridiska föreningen i Uppsala

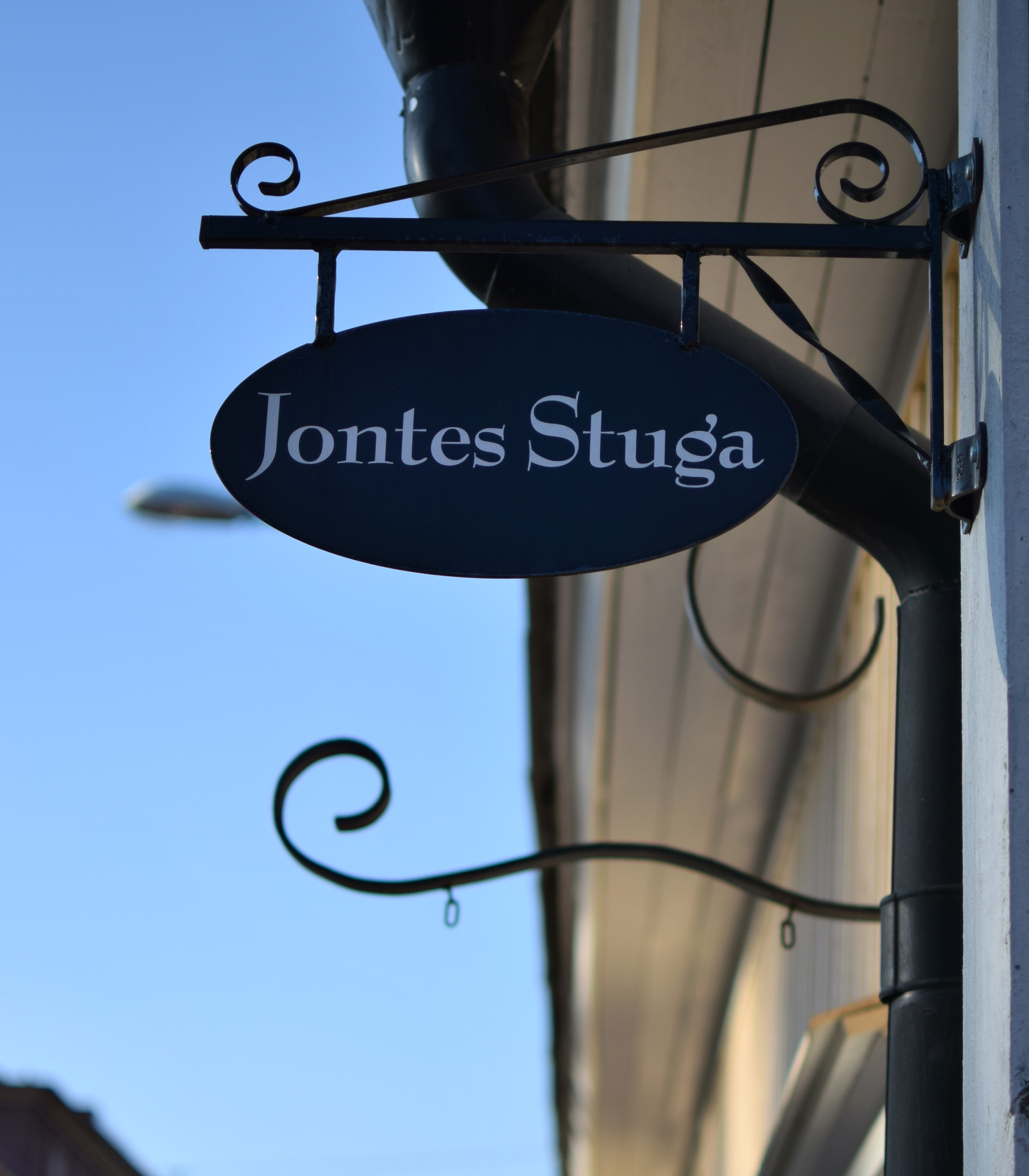
Jontes stuga, Övre Slottsgatan 3.

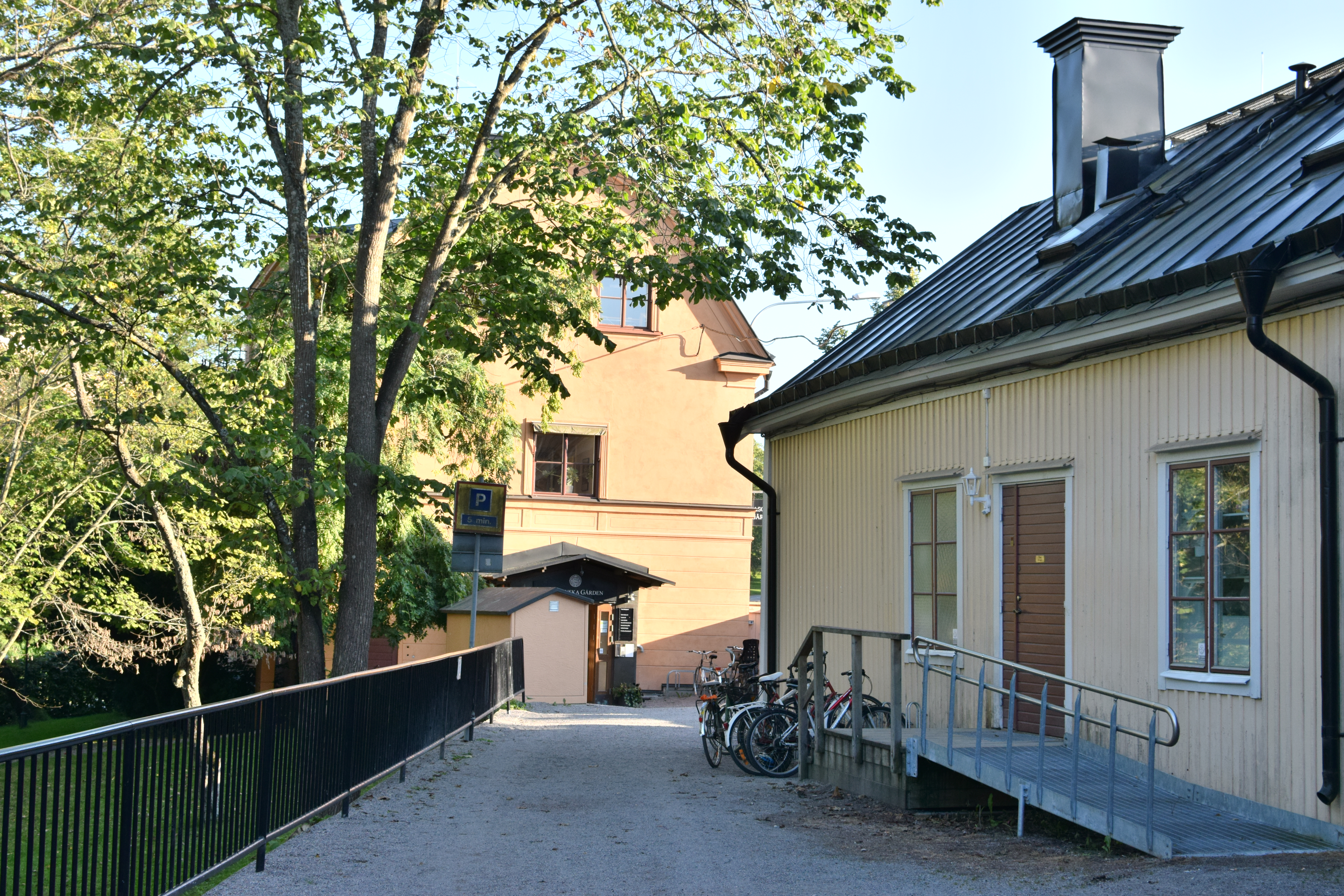
Baksidan av Jontes stuga till höger i bild.

Juridiska föreningen i Uppsala (JF Uppsala) är Nordens äldsta juridiska förening, grundad den 24 maj 1844, med runt 1900 medlemmar, samt sedan 1 juli 2016 studentkår vid Juridiska fakulteten vid Uppsala universitet. Kårens mål är att gynna medlemmarnas juridiska studier främst vad avser utbildningsfrågor, studiesociala frågor och arbetslivsfrågor.
Kårens verksamhet är uppdelad i olika utskott med en styrelseledamot som är ansvarig för varje utskott. Kåren engagerar över 100 medlemmar inom sin verksamhet.

## Kårens verksamhet och struktur

### Föreningsstämma
Kårens högsta beslutade organ är dess föreningsstämma, med ordinarie sammanträden två gånger per år. Det är stämman som väljer alla kårens engagerade och ämbetsmän, inklusive styrelsen.

### Styrelse
Kårens styrelse ansvarar för den löpande förvaltningen av kåren och dess verksamhet. Styrelsen består av sju poster, varav ordförande, vice ordförande och utbildningsansvarig tillika sekreterare är heltidsarvoderade samt har studieuppehåll och utgör presidiet. Ordförande ansvarar för kårens externa relationer och studiebevakning, och är kårens studiebevakare. Vice ordförande har ansvar över kårens interna verksamhet och kårens ekonomi. Utbildningsansvarig tillika sekreterare arbetar precis som ordförande framförallt med studiebevakning men har också ett administrativt ansvar över kåren. De andra fem ledamöterna är ideellt engagerade och ansvarar för var sitt utskott. Styrelsen sammanträder normalt varannan vecka.

### Valberedning
Kåren har en fristående valberedning som bereder personvalen inför föreningsstämman samt lämnar rekommendationer till föreningsstämman.

### Utskott

#### Sociala utskottet
Det sociala utskottet anordnar recceveckan (inspark för recentiorer, d.v.s. nya studenter vid universitetet), fester, gasquer samt den årliga juristbalen på höstterminen. Utskottet ordnar även idrottsaktiviteter samt ansvarar för klubbverket som driver föreningens restaurang- och pubverksamhet. Utskottet leds av ordföranden för det sociala utskottet som även sitter i styrelsen.
Utskottet samverkar även med andra juridiska föreningar i Norden.

#### Administrativa utskottet
Det administrativa utskottet ansvarar för den administrativa delen av kåren. Detta innefattar bland annat utdelningen av kårens årliga stipendium som utdelas till ansökande kårmedlemmar. Utskottet leds av sekreteraren tillika ordföranden för det administrativa utskottet som även sitter i styrelsen.

#### Kommunikationsutskottet
Kommunikationsutskottet har ansvar för kårens interna samt externa kommunikation. Det innebär att alla kommunikation, marknadsföring eller liknande samordnas i detta utskott, och har det primära ansvaret för all form av kommunikation utåt. Utskottet arbetar främst med marknadsföring samt framställandet av kårens tidning Press Judicata. Utskottet leds av kommunikationsansvarige som även sitter i styrelsen.

#### Arbetsmarknadsutskottet
Kårens arbetsmarknads- och arbetslivsanknytning sköts genom arbetsmarknadsutskottet. Utskottet verkar för att skapa en sådan bra förutsättning som möjligt för kårens medlemmar att skapa en bild och kontakt med livet efter studierna som möjligt. Detta görs bland annat genom arrangerade föreläsningar, events och en platsbank för annonser. Utskottet leds av arbetsmarknadsansvarige som även sitter i styrelsen.

#### Studierådet
Den lokala studiebevakande verksamheten sköts av Studierådet. Studierådet tillsätter studentrepresentanter i olika nämnder, grupper och beslutande organ vid Juridiska fakulteten samt driver frågor som är relevanta för utbildningskvaliteten för juriststudenterna. Utskottet leds av ordförande för Studierådet som även sitter i styrelsen.
Studierådet arbetar även med studieförbättrande verksamhet och anordnar som exempel bokbytardagarna, där studenter kan köpa och sälja begagnad kurslitteratur vid varje terminsstart. Man håller även PM-stugor och tenta-stugor för de lägre terminerna.

#### Icke utskottsbunden verksamhet
Det finns även viss verksamhet som inte är bunden till ett utskott. Denna verksamhet utgörs av jämlikhets- och mångfaldsgruppen samt ekonomigruppen. Båda dessa grupper ligger under vice ordförande.

## Delägarskap
Kåren äger 75 % av Kontaktdagen AB, som anordnar en arbetsmässa för juriststudenter i Uppsala varje höst på Uppsala Konsert och Kongress. Resterande 25 % ägs av ELSA Uppsala.
Kåren äger tillsammans med Studentlitteratur AB bokförlaget Iustus Förlag. Ursprungligen ägde kåren hela förlaget, men har sålt av 75 % av bolaget. Böcker från Iustus Förlag säljs av kåren utan vinstintresse. Delar av kurslitteraturen samt den gröna lagboken finns till försäljning i kårlokalen Jontes stuga på Övre Slottsgatan 3, Uppsala.

## Inspektorer och hedersledamöter

### Inspektorer
- Torgny Håstad
- Eleonor Alhager
- Ulla Björkman
- Erica P. Björkdahl
- Olle Lundin 2020–nuvarande

### Proinspektorer
- Rolf Johansson 2014–nuvarande

### Hedersledamöter

#### Levande
- Hans Blix (1928–)
- Anitha Bondestam (1941–)
- Laila Freivalds (1942–)
- Torbjörn Ingvarsson (1967–)
- Nils Jareborg (1938–)
- Helena Jäderblom (1958–)
- Peter Nobel (1931–)
- Anders Sandström (1944–)
- Anna Skarhed (1952–)
- Stig Strömholm (1931–)
- Bertil Wiman (1954–)

#### Avlidna
- Nils Alexanderson (1875–1960)
- Nils Edling (1880–1970)
- Birger Ekeberg (1880–1968)
- Thore Engströmer (1878–1957)
- Anna Lindh (1957–2003)
- Vilhelm Lundstedt (1882–1955)
- Leif Mutén (1928–2016)
- Alvar Nelson (1919–2018)
- Axel Olivecrona (1860–1948)
- Östen Undén (1886–1974)

## Historia

### Föreningen

#### Grundarna
Juridiska föreningen i Uppsala är Nordens äldsta juristförening och grundades officiellt år 1844. Grundarna var:  
- juris adjunkten Carl Axel Juel,
- fil. magistrarna Otto Herman Forssell och
- Frans Fabian Huss,
- fil. kand. Carl Ottomar Törnebladh,
- jur. fil. kandidaterna Lars Herman Gyllenhaal,
- Axel Adlercreutz,
- Carl Daniel Poppius,
- Claës Julius Rabe,
- Victor Kruse,
- Gustaf Wilhelm Westberg,
- Uno Skoglar Bergström,
- Pehr Jacob von Ehrenheim och
- jur. kand. Nils Adolf Fröman.

I det första protokollet beskrivs att syftet med föreningen var att:
"öfverlägga om tjenliga medel och utvägar att bereda dem, som vid härvarande universitet idka Rätts- och Statsvetenskapernas studium, tillfälle till personlig bekantskap, inbördes meddelanden och uppmuntran, till närmare beröring med äldre vetenskapsidkare och praktiska jurister, samt till anskaffande af gemensam tillgång till dessa vetenskapers såväl äldre som nyare in- och utländska litteratur"
Syftet med föreningen var att få professorer och studenter att komma varandra närmare och tillsammans diskutera juridiska problem.  

#### Iustus förlag
I mitten av 1800-talet skapade föreningen ett bokförlag som idag går under namnet Iustus förlag. Till en början såldes anteckningar från universitetets föreläsningar, sedan kompendier för att täcka upp där kurslitteraturen var bristfällig. Under 1930-talets slut började man skruva upp produktionen genom den nya metoden duplicering. Den mesta av försäljningen sköttes vid mitten av 1900-talet av Norblads bokhandel i Göteborgs nations hus vid Drottninggatan.   

#### Personerna
Föreningen bestod således länge av både professorer och studenter men är idag uteslutande studentdriven. Under de första åren hade inte föreningen någon ordförande utan leddes av en sekreterare. De första två ämbetena var en sekreterare och en bibliotekarie. Föreningens första sekreterare var Nils Adolf Fröman. Andra kända sekreterare som styrt Juridiska föreningen är Knut Olivecrona, Carl Svedelius, Victor Nordling, Carl Hammarskjöld, Nils von Steyern, Herman Schlytern, Johan Hagströmer,  Philip Leman, Vilhelm Huss, Karl Herlitz, Hugo Blomberg, Moritz Rubenson och David Davidson. Kända bibliotekarier är bland andra Tore Almén och Edvard von Krusenstierna. 
Först 1882 fick föreningen sin förste ordförande, den dåvarande docenten Hugo Blomberg. På ordförandeposten satt länge endast docenter eller professorer vid juridiska fakulteten. Vanligast var att en professor var ordförande, en docent vice ordförande (när den posten infördes) och en examinerad var skattmästare. Övriga poster hölls av studenter. 
| År                                                   | Ordförande                                      | Vice ordförande                       | Sekreterare                                                     | Bibliotekarie                         |
| ---------------------------------------------------- | ----------------------------------------------- | ------------------------------------- | --------------------------------------------------------------- | ------------------------------------- |
| 1844                                                 |                                                 |                                       | Nils Fröman                                                     | Otto Forsell                          |
| 1845                                                 |                                                 |                                       | Nils Fröman                                                     | Otto Forsell                          |
| Nils Fröman och Carl Axel Juel                       | Julius Rabe                                     |                                       |                                                                 |                                       |
| Nils Fröman och Carl Axel Juel                       | Julius Rabe                                     | 1846                                  |                                                                 |                                       |
| Knut Olivecrona och Carl Gustaf Carlsson Lejonhufvud | Julius Rabe, Ehrenberg och Philipsson           |                                       |                                                                 |                                       |
| 1847                                                 |                                                 |                                       | Knut Olivecrona                                                 | Philipsson och Åberg                  |
| 1848                                                 |                                                 |                                       | Knut Olivecrona och Theodor Rabenius                            | Åberg                                 |
| 1849                                                 |                                                 |                                       | Knut Olivecrona                                                 | Åberg                                 |
| Protokoll saknas                                     |                                                 |                                       |                                                                 |                                       |
| 1853                                                 |                                                 |                                       | Skoglar Bergström                                               |                                       |
| 1854                                                 |                                                 |                                       | Skoglar Bergström                                               |                                       |
| 1855                                                 |                                                 |                                       | C. F. Svedelius, G. Edelstam, E. V. Nordling och O. J. Hultgren | Lagerheim                             |
| 1856                                                 |                                                 |                                       | Isak Sven Landtmanson                                           | Isak Sven Landtmanson                 |
| 1857                                                 |                                                 |                                       | Gustaf Hamilton                                                 | Gustaf K. A. Ekholm                   |
| 1858                                                 |                                                 |                                       | Gustaf Hamilton                                                 | Gustaf K. A. Ekholm                   |
| 1859                                                 |                                                 |                                       | Gustaf Hamilton och E. V. Nordling                              | Gustaf K. A. Ekholm                   |
| 1860                                                 |                                                 |                                       | Moritz Rubenson                                                 | Gustaf K. A. Ekholm                   |
| 1861                                                 |                                                 |                                       | Moritz Rubenson                                                 | Gustaf K. A. Ekholm och G. A. Gottman |
| 1862                                                 |                                                 |                                       | Moritz Rubenson                                                 | G. A. Gottman                         |
| 1863                                                 |                                                 |                                       | Moritz Rubenson                                                 | G. A. Gottman                         |
| 1864                                                 |                                                 |                                       | Carl Gustaf Hammarskjöld                                        | G. A. Gottman                         |
| 1865                                                 |                                                 |                                       | Nils von Steyern                                                | Wahlberg                              |
| 1866                                                 |                                                 |                                       | Isak Sven Landtmanson och Carl F. H. Schlytern                  | J. Bring                              |
| 1867                                                 |                                                 |                                       | Philip Leman och Carl Gustaf Hammarskjöld                       | J. Bring                              |
| 1868                                                 |                                                 |                                       | Johan W Hagströmer                                              | L. D. Uppström                        |
| 1869                                                 |                                                 |                                       | Wilhelm Uppström                                                | L. D. Uppström                        |
| 1870                                                 |                                                 |                                       | Wilhelm Huss                                                    | Hugo Martin                           |
| 1871                                                 |                                                 |                                       | C. Wahlberg                                                     | Hugo Martin                           |
| 1872                                                 |                                                 |                                       | Hugo Martin                                                     | Gustaf Ribbing                        |
| 1873                                                 |                                                 |                                       | Hugo Martin                                                     | Gustaf Ribbing                        |
| 1874                                                 |                                                 |                                       | B. K. Gernander                                                 | Gustaf Ribbing                        |
| 1875                                                 |                                                 |                                       | J. E. Dahlin och David Davidsson                                | A. Hessler och M. Ameen               |
| 1876                                                 |                                                 |                                       | Karl Herlitz                                                    | M. Ameen                              |
| 1877                                                 |                                                 |                                       | Karl Herlitz                                                    | M. Ameen                              |
| 1878                                                 |                                                 |                                       | Knut Hugo Blomberg                                              | M. Ameen                              |
| 1879                                                 |                                                 |                                       | Knut Hugo Blomberg                                              | Bergenstråhle                         |
| 1880                                                 |                                                 |                                       | C. O. Hartman                                                   | Bergenstråhle                         |
| 1881                                                 |                                                 |                                       | C. O. Hartman                                                   |                                       |
| 1882                                                 | Hugo Blomberg                                   | C. O. Hartman                         | A. E. Örn, J. Östberg och Carl Bergström                        |                                       |
| 1883                                                 | Hugo Blomberg                                   |                                       | Hjalmar L. Hammarskjöld, Nils Emil Kinander                     |                                       |
| 1884                                                 | Hugo Blomberg                                   |                                       | E. Marcks von Würtemberg, W. Zethelius                          |                                       |
| 1885                                                 | Hugo Blomberg                                   |                                       | Otto Salomon Mannheimer                                         |                                       |
| 1886                                                 | Hugo Blomberg                                   |                                       | Johannes Nilsson                                                |                                       |
| 1887                                                 | Hugo Blomberg                                   |                                       | Jarl Ernberg                                                    |                                       |
| 1888                                                 | Hugo Blomberg                                   |                                       | Oscar Kinnander och Algot M. Sundvallson                        |                                       |
| 1889                                                 | Hugo Blomberg                                   | J. Nilsson                            | A. Mörner och E. G. Zethelius                                   |                                       |
| 1890                                                 | Hugo Blomberg                                   | Herman Dahlberg                       | Hjalmar Karlsson                                                |                                       |
| 1891                                                 | Hugo Blomberg                                   | Rudolf von Schultz                    | Hjalmar Karlsson                                                |                                       |
| 1892                                                 | Hugo Blomberg                                   | Rudolf von Schultz                    | Nils Helling                                                    |                                       |
| 1893                                                 | Hugo Blomberg                                   | Rudolf von Schultz                    | Karl Stenström, Albert Kôersner och Hjalmar Karlsson            |                                       |
| 1894                                                 | Hugo Blomberg                                   | Wilhelm Sjögren                       | Einar Gösling                                                   |                                       |
| 1895                                                 | Hugo Blomberg                                   | K. von Martérn                        | T. Yngström och Henrik Almstrand                                |                                       |
| 1896                                                 | Hugo Blomberg                                   | Karl Stenström                        | Henrik Almstrand                                                |                                       |
| 1897                                                 | Hugo Blomberg                                   | Artur Rudin                           | Nils Alexanderson och C. L. Hesselgren                          |                                       |
| 1898                                                 | Hugo Blomberg                                   | A. Rydin                              | Carl Tiselius                                                   |                                       |
| 1899                                                 | Hugo Blomberg                                   | Nils Alexanderson                     | Von der Lancken                                                 |                                       |
| 1900                                                 | Hugo Blomberg                                   | Nils Alexanderson                     | J. Atmer                                                        |                                       |
| 1901                                                 | Hugo Blomberg                                   | Tore Almén                            | Lars Rabenius                                                   |                                       |
| 1902                                                 | Hugo Blomberg                                   | Nils Stjernberg                       | G. Beskow                                                       |                                       |
| 1903                                                 | Hugo Blomberg                                   | Carl Ljungholm                        | Olof Hammarskjöld                                               |                                       |
| 1904                                                 | Axel Reuterskjöld                               | August Beskow                         | E. Stenbeck                                                     |                                       |
| 1905                                                 | Axel Reuterskjöld                               | August Beskow                         | Karl Benckert                                                   |                                       |
| 1906                                                 | Axel Reuterskjöld                               | Olof Hammarskjöld                     | Gerhard Tauvon                                                  |                                       |
| 1907                                                 | Axel Reuterskjöld                               | Karl Benckert                         | Martin Fehr                                                     |                                       |
| 1908                                                 | Axel Reuterskjöld                               | Thore Engströmer                      | Hans Bohman                                                     |                                       |
| 1909                                                 | Folke P:son Wetter                              | Åke Ekstrand                          | Nils Rabenius                                                   |                                       |
| 1910                                                 | Folke P:son Wetter                              | Åke Ekstrand                          | Gunnar Palme                                                    |                                       |
| 1911                                                 | Folke P:son Wetter                              | Åke Ekstrand                          | Erik Backström                                                  |                                       |
| 1912                                                 | Thore Engströmer                                | Martin Fehr                           | Dick Bergman                                                    |                                       |
| 1913                                                 | Thore Engströmer                                | Martin Fehr                           | Bo Hammarskjöld                                                 |                                       |
| 1914                                                 | Thore Engströmer                                | Martin Fehr                           | Gunnar Jägerskjöld                                              |                                       |
| 1915                                                 | Thore Engströmer                                | Martin Fehr                           | Gunnar Jägerskjöld                                              |                                       |
| 1916                                                 | Thore Engströmer                                | Martin Fehr                           | Gunnar Jägerskjöld                                              |                                       |
| 1917                                                 | Thore Engströmer                                | Fredrik Sterzel                       | Nils Quensel                                                    |                                       |
| 1918                                                 | Thore Engströmer                                | Fredrik Sterzel                       | J. E. Almquist                                                  |                                       |
| 1919                                                 | Thore Engströmer                                | Åke Holmbäck                          | J. E. Almquist                                                  |                                       |
| 1920                                                 | Thore Engströmer                                | Åke Holmbäck                          | J. E. Almquist                                                  |                                       |
| 1921                                                 | Thore Engströmer                                | Åke Holmbäck                          | J. E. Almquist                                                  |                                       |
| 1922                                                 | Thore Engströmer                                | Åke Holmbäck                          | Karl Olivecrona                                                 |                                       |
| 1923                                                 | Thore Engströmer                                | Åke Holmbäck                          | Karl Olivecrona                                                 |                                       |
| 1924                                                 | Thore Engströmer                                | Åke Holmbäck                          | Harry Henschen                                                  |                                       |
| 1925                                                 | Thore Engströmer                                | Åke Holmbäck                          | Karl Olivecrona                                                 |                                       |
| 1926                                                 | Thore Engströmer                                | Åke Holmbäck                          | Karl Olivecrona                                                 |                                       |
| 1927                                                 | Åke Holmbäck                                    | Karl Olivecrona                       | Claes Ljung                                                     |                                       |
| 1928                                                 | Åke Holmbäck                                    | Karl Olivecrona                       | Hjalmar Nordfeldt                                               |                                       |
| 1929                                                 | Åke Holmbäck                                    | Karl Olivecrona                       | Hjalmar Nordfeldt                                               |                                       |
| 1930                                                 | Åke Holmbäck                                    | Johannes Sandberg                     | Nils Vikland                                                    |                                       |
| 1931                                                 | Östen Undén                                     | Åke Malmström                         | Henrik Munktell                                                 |                                       |
| 1932                                                 | Karl Olivecrona                                 | Åke Malmström                         | Henrik Munktell                                                 |                                       |
| 1933                                                 | Karl Olivecrona                                 | Åke Malmström                         | Henrik Munktell                                                 |                                       |
| 1934                                                 | Åke Holmbäck                                    | Åke Malmström                         | Knut Rodhe                                                      |                                       |
| 1935                                                 | Åke Holmbäck                                    | Åke Malmström                         | Knut Rodhe                                                      |                                       |
| 1936                                                 | Åke Holmbäck                                    | Åke Malmström                         | Bengt Petri                                                     |                                       |
| 1937                                                 | Åke Holmbäck                                    | Åke Malmström                         | Bengt Petri                                                     |                                       |
| 1938                                                 | Åke Holmbäck                                    | Åke Malmström                         | Bengt Petri                                                     |                                       |
| 1939                                                 | Åke Holmbäck                                    | Åke Malmström                         | Svante Bergström                                                |                                       |
| 1940                                                 | Åke Holmbäck                                    | Åke Malmström                         | Svante Bergström                                                |                                       |
| 1941                                                 | Åke Holmbäck                                    | Knut Rodhe                            | Fredrik Wiklund                                                 |                                       |
| 1942                                                 | Åke Holmbäck                                    | Knut Rodhe                            | Erik Anners                                                     |                                       |
| 1943                                                 | Åke Holmbäck                                    | Åke Larsson                           | Björn Ahlander                                                  |                                       |
| 1944                                                 | Philips Hult                                    | Åke Larsson                           | Björn Ahlander                                                  |                                       |
| 1945                                                 | Philips Hult                                    | Åke Larsson                           | Arne Berglund                                                   |                                       |
| 1946                                                 | Philips Hult                                    | Åke Larsson                           | Arne Berglund                                                   |                                       |
| 1947                                                 | Philips Hult                                    | Åke Larsson                           | Lars Samzelius                                                  |                                       |
| 1948                                                 | Philips Hult                                    | Björn Ahlander                        | Lars Samzelius                                                  |                                       |
| 1949                                                 | Philips Hult                                    | Björn Ahlander                        | Agge Gustavsson                                                 |                                       |
| 1950                                                 | Philips Hult                                    | Björn Ahlander                        | Lennart Stolt                                                   |                                       |
| 1951                                                 | Ivar Strahl                                     | Björn Ahlander                        | Torsten Larsén                                                  |                                       |
| 1952                                                 | Ivar Strahl                                     | Sten Hillert                          | Tore Sigeman                                                    |                                       |
| 1953                                                 | Ivar Strahl                                     | Sten Hillert                          | Lennart Carenius                                                |                                       |
| 1954                                                 | Ivar Strahl                                     | Sten Hillert                          | Arne Hedemo                                                     |                                       |
| 1955                                                 | Ivar Strahl                                     | Sten Hillert                          | Arne Hedemo                                                     |                                       |
| 1956                                                 | Ivar Strahl                                     | Sten Hillert                          | Arne Hedemo                                                     |                                       |
| 1957                                                 | Svante Bergström                                | Sten Hillert                          | Johan Nordenfalk                                                |                                       |
| 1958                                                 | Svante Bergström                                | Anders Agell                          | Johan Nordenfalk                                                |                                       |
| 1959                                                 | Svante Bergström                                | Anders Agell                          | Carl Rosenbladh                                                 |                                       |
| 1960                                                 | Svante Bergström                                | Stig Strömholm                        | Hans Waldenström                                                |                                       |
| 1961                                                 | Leif Mutén                                      | Stig Strömholm                        | Hans Waldenström                                                |                                       |
| 1962                                                 | Leif Mutén                                      | Stig Strömholm                        | Staffan Rylander                                                |                                       |
| 1963                                                 | Leif Mutén                                      | Lars Lindahl                          | Arne Rosenlund                                                  |                                       |
| 1964                                                 | Leif Mutén                                      | Lars Lindahl                          | Johan Hirschfeldt                                               |                                       |
| 1965                                                 | Leif Mutén                                      | Ulf Brunnfeldt                        | Anders Hagstedt                                                 |                                       |
| 1966                                                 | Leif Mutén                                      | Ulf Brunnfelter                       | Bengt Sörman                                                    |                                       |
| 1967                                                 | Leif Mutén                                      | Ulf Brunnfelter                       | Henrik Hammar                                                   |                                       |
| 1968                                                 | Jan Anders Hagstedt                             | Ulf Brunnfelter                       | Samuel Hermelin                                                 |                                       |
| 1969                                                 | Jan Anders Hagstedt                             | Robert Boman                          | Nils Erik Andersson                                             |                                       |
| 1970                                                 | Jan Anders Hagstedt                             | Nils Erik Uhlin                       | Marianne Claesson (första kvinnan)                              |                                       |
| 1971                                                 | Jan Anders Hagstedt                             | Guy Roland Asterius                   | Marianne Claesson (första kvinnan)                              |                                       |
| 1972                                                 | Anders Frigell                                  | Guy Roland Asterius                   | Marianne Bernie                                                 |                                       |
| 1973                                                 | Anders Frigell                                  | Jon Heyman                            | Olle Sundberg                                                   |                                       |
| 1974                                                 | Tommy Iseskog                                   | Jon Heyman                            | Olle Sundberg                                                   |                                       |
| 1975                                                 | Tommy Iseskog                                   | Olle Sundberg                         | Åsa Breding                                                     |                                       |
| 1976                                                 | Roland Haglund                                  | Bertil Brink                          | Torbjörn Spector                                                |                                       |
| 1977                                                 | Roland Haglund                                  | Bertil Brink                          | Torbjörn Spector                                                |                                       |
| 1978                                                 | Bo Lindberg                                     | Anders Sandström                      | Bo Westlund                                                     |                                       |
| 1979                                                 | Bo Lindberg                                     | Anders Olofsson                       | Bo Westlund                                                     |                                       |
| 1980                                                 | Kjell Johansson                                 | Mikael Lindau                         | Lennart Karle                                                   |                                       |
| 1981                                                 | Lennart Karle                                   | Mikael Lindau                         | Kerstin Aronsson                                                |                                       |
| 1982                                                 | Kerstin Aronsson (första kvinnliga ordföranden) | Peter Bäärnhielm                      | Lena Isaksson                                                   |                                       |
| 1983                                                 | Yvonne Carlberg                                 | Peter Bäärnhielm                      | Håkan Jonsson                                                   |                                       |
| 1984                                                 | Anders Bengtsson                                | Per Zetterquist                       | Peter Traung                                                    |                                       |
| 1985                                                 | Marie Larsson                                   | Peter Bäärnhielm                      | Karin Lindenfors                                                |                                       |
| 1986                                                 | Björn Johansson                                 | Karin Svensdotter                     | Christina Strömholm                                             |                                       |
| 1987                                                 | Anders Jonsson                                  | Jonas Christensen                     | Ann-Marie Svensson                                              |                                       |
| 1988                                                 | Svante Olofsson                                 | Anette Schmidt                        | Göran Hussler                                                   |                                       |
| 1989                                                 | Anna Stina Persson                              | Ethel Karlsson                        | Madeleine Bengtsson                                             |                                       |
| 1990                                                 | Johan Åberg                                     | Katarina Svensson                     | Michael Droege                                                  |                                       |
| 1991                                                 | Michael Droege                                  | Ulf Sjölin                            | Ulrika Saltin                                                   |                                       |
| 1992                                                 | Pernilla Ask                                    | Tina Sköllerholm                      | Jessica Lundahl                                                 |                                       |
| 1993                                                 | Mats Larsson                                    | Stefan Gustafsson                     | Maria Arnholm                                                   |                                       |
| 1994                                                 | Stefan Gustafsson                               | Per Erik Rinsell                      | Maria Arnholm                                                   |                                       |
| 1995                                                 | Joachim Agrell                                  | Gustaf Engstrand och Maria Larsson    | Sandra Kjellander och Ulrika Öberg                              |                                       |
| 1996                                                 | Karim Sahibzada                                 | Maria Larsson och Joakim Wedlund      | Anna Lundgren                                                   |                                       |
| 1997                                                 | Petra Siverbrant                                | Joakim Wedlund och Johannes Ericson   | Jonas Andersson och Johanna Lidell                              |                                       |
| 1998                                                 |                                                 |                                       |                                                                 |                                       |
| 1999                                                 | Frida Lauri                                     | David Assarson                        | Malin Strömberg                                                 |                                       |
| 2000                                                 | Christina Brink                                 | David Assarson                        | Linda Gustafsson                                                |                                       |
| 2001                                                 |                                                 |                                       |                                                                 |                                       |
| 2002                                                 | Fredrik Nivaeus                                 | Patrik Bremdal                        |                                                                 |                                       |
| 2003                                                 | Maria Pedersen                                  |                                       |                                                                 |                                       |
| 2004                                                 | Martin Hall                                     |                                       | Lina Bygdell                                                    |                                       |
| 2005                                                 | Joakim Halvarsson                               |                                       |                                                                 |                                       |
| 2006                                                 | Jonas Kjellén                                   |                                       |                                                                 |                                       |
| 2007                                                 | Karin Tomczak                                   |                                       | Erica Lorentzon                                                 |                                       |
| 2008                                                 | Antonia Wopenka                                 |                                       | Johan Sundqvist                                                 |                                       |
| 2009                                                 | Eddie Exelin                                    | Anna Norgren                          | Emma Busk                                                       |                                       |
| 2010                                                 | Karolina Westerström                            | Daniel Wigren                         | Jenna Sounander och Christine Lindström                         |                                       |
| 2011                                                 | Rolla Akkache                                   | Marianne Gierow                       | Johan Levin                                                     |                                       |
| 2012                                                 | David Callermo                                  | Andreas Strandberg                    | Teodor Törnqvist                                                |                                       |
| 2013                                                 | Eric Lennerth                                   | Jesper Röjdeby                        | Johan Camber                                                    |                                       |
| 2014                                                 | Markus Martilla                                 | Mary Ohrling                          | David Wedar                                                     |                                       |
| 2015                                                 | Christina Odengran                              | Mary Ohrling                          | David Wedar                                                     |                                       |
| 2016                                                 | Felix Wideroth                                  | Alice Aronsson och Hedvig Lind        | Hannah Arvidsson och Andreas Skjöldebrand                       |                                       |
| 2017                                                 | Hedvig Lind och Agnes Emborg                    | Simon Alsing                          | Andreas Skjöldebrand och Emanuel Bergqvist                      |                                       |
| 2018                                                 | Agnes Emborg och Anna Liliebäck                 | Andreas Larsson                       | Emanuel Bergqvist och Emelie Möller                             |                                       |
| 2019                                                 | Anna Liliebäck och Frida Gommel                 | Magnus Jansson                        | Emelie Möller och Ingrid Jacobson                               |                                       |
| 2020                                                 | Frida Gommel och Arvid Bertilsson               | Erik Schwartz                         | Ingrid Jacobson och Elias von Heijne                            |                                       |
| 2021                                                 | Arvid Bertilsson och Alva Johansen              | Alexander Zanton och Elias von Heijne | Elias von Heijne och Emmy Dahlin                                |                                       |
| 2022                                                 | Alva Johansen och Isak Sandell                  | Max Karlsson                          | Emmy Dahlin och Albin Högberg                                   |                                       |
| 2023                                                 | Isak Sandell och Jasmine Carlsson               | William Nagy                          | Albin Högberg och Ellinore Rosvall                              |                                       |
| 2024                                                 | Jasmine Carlsson och Arvid Sandström            | Robert Oddestad                       | Ellinore Rosvall och Mathias Käck                               |                                       |
| 2025                                                 | Arvid Sandström                                 | Bitanya Kassaye                       | Mathias Käck                                                    |                                       |

Tabell
Föreningen har under åren engagerat tusentals studenter. Ett framstående namn utöver ovan nämnda är Robert Themptander.

#### Verksamheten
Under de första drygt 100 åren av föreningens historia gick den huvudsakliga verksamheten ut på att diskutera intressanta och komplicerade juridiska frågor. Sammanträdenas innehöll alltid en presentation av en rättslärd person med efterföljande diskussion. Första gången föreningen i protokoll planerar att hålla en sexa var den 9 mars 1877. Först efter den punkten börjar föreningen bedriva social verksamhet för nöjets skull. Det finns dokumenterat att det redan under 1920-talet hölls så kallade recentiorsfester, vilket är ett viktigt inslag i Juridiska föreningens verksamhet än idag.
Föreningen har precis som många andra studentorganisationer ägnat sig åt tidningsskrivande. Från åtminstone 1960-talet tryckte föreningen sin egen tidning under namnet "Iustus" (eller "IU§STU§"). Samtidigt hade det Juridiska studierådet (det studiebevakande organet) en egen tidning under namnet "Jur.går'n". Under hösten 1980 gick tidningarna ihop under namnet "Jur.går'n/Iustus" men bytte 1987 namn till "Nya Iustus". Under 1984 var tidningens redaktion i rättstvist med postverket om hur formuleringen "per post" i myndighetens regelverk skulle tolkas. Redaktionen gick segrande ur tvisten. 

#### Stipendium
Lördagen den 14 oktober 1944 firade Juridiska föreningen sitt 100-årsjubileum med ett högtidssammanträde på Värmlands nation. Vid sammanträdet instiftades "Juridiska föreningens 100-årsstipendium". Gamla medlemmar hade gemensamt samlat in ett belopp om 2 958 kronor som la grunden till stipendiet. Gåvan lämnades över av föreningens äldsta hedersledamot Axel Olivecrona. Föreningens ordförande prof. Philips Hult tillkännagav vid sammanträdet även att ytterligare en donation till stipendiet erhållits. Styrelsen för Knut och Alice Wallenbergs stiftelse hade beslutat att under 10 års tid utge 1 000 kronor årligen till föreningen. 

### Lokaler
Runt sekelskiftet 1900 drev föreningen sitt bibliotek på nedervåningen i Östgöta nations lokaler. Biblioteket drevs av en bibliotekarie som bodde i ett rum bakom biblioteket. 
Under andra halvan av 1900-talet hyrde föreningen in sig i Ambrosia, annexet tillhörande Västgöta nation, men vräktes senare. Det ledde till att man under några år på 1980-talet huserade i ett litet kontor på "Gubbhyllan" tillhörande Uppsala studentkår (numer tillhör lokalerna Akademihotellet).  
Under 1980-talet påbörjades en insamlingskampanj för att föreningen skulle kunna köpa en ny lokal. Drivande i projektet var ordförande Anders Bengtsson, Jonas Christensen och konsulten (sedermera inspektor) Torgny Håstad. Planen var först att köpa "den röda ladan" på Övre Slottsgatan i kvarteret Ubbo, men istället föll beslutet på att köpa Jontes stuga. 
Jontes stuga köptes på ofri grund vilket under 2010-talet orsakade tvist mellan Juridiska föreningen och stiftelsen Ubbo. 

### Kåren
Den 1 juli 2016 erhöll Juridiska föreningen för första gången kårstatus för den Juridiska fakulteten vid Uppsala universitet. Tidigare hade den studiebevakande verksamheten tillhört Uppsala studentkår. Juridiska studierådet var ett organ under Uppsala studentkår men med tätt samarbete med Juridiska föreningen. Studierådet var representerat i flertalet av den juridiska fakultetens organ. Platserna i studierådet tillsattes i direkta politiska val, men till skillnad från Uppsala studentkår hade Juridiska studierådet enbart två partier: Radikala Jurister och Borgerliga Jurister.